# Takahashiaspis macroporana
Takahashiaspis macroporana är en insektsart som beskrevs av Sadao Takagi 1961. Takahashiaspis macroporana ingår i släktet Takahashiaspis och familjen pansarsköldlöss. Inga underarter finns listade i Catalogue of Life.